# التهاب معدة مزمن
التهاب المعدة المزمن (بالإنجليزية: chronic gastritis)‏ هو التهاب مزمن في الطبقة المخاطية للمعدة.

## التصنيف
منذ عام 1992، كانت أضرار وإصابات التهاب المعدة المزمن تصنف وفقا لنظام سيدني.

## التهاب المعدة المزمن بالملوية البوابية

### طريقة العدوى
تدخل الملوية البوابية عن طريق الفم

### سير المرض
يبدأ بالتهاب معدة حاد ثم يشفى في 20% من الحالات أو يستمر نحو الإزمان في 80% من الحالات، ثم يتحول إلى التهاب مزمن ضموري وعندما يظهر الحؤول المعوي تتم إزاحة الجراثيم، يجب تجنب الوصول إلى هذه المرحلة لأنه لا ينفع عندها العلاج.

### الآلية الإمراضية
جرثومة الملوية البوابية لديها القدرة على إفراز مادة اليورياز التي تستقلب اليوريا التي تفرزها الخلايا المخاطية في بطانة المعدة، فتستقلبها وتصنع وسطاً نشادرياً قلوياً يحيط بالجرثوم ويحميه من حموضة المعدة، وللجرثومة أيضاً القدرة على إفراز مادتي البروتياز والفوسفوليباز وهاتين المادتين تفككان بروتينات المخاط وتقللان من قدرته الدفاعية.

### التشريح المرضي للآفة
يأخد أحد الأشكال التالية:
1. مظهر مخاطية طبيعية
2. مظهر حمامى نتحية وهشاشة
3. مظهر اندغاعات متآكلة ونزوف تحت الظهارة

### مجهرياً
تشاهد رشاحة التهابية مزمنة، ورشاحة التهابية حادة تحت الظهارة مباشرة

### الأعراض
- بعض الحالات عديمة الأعراض
- ألم شرسوفي
- غثيان وإقياء

### التشخيص
1. اختبار اليورياز السريع
2. الفحص النسيجي
3. الزرع في وسط خاص لنمو الملوية البوابية
4. الكشف عن أضداد الملوية البوابية من نوع IgG
5. معايرة اليوريا في النَفَس

### المعالجة
أموكسيسيللين مع كلاريثرومايسين بالإضافة إلى أومبيرازول

## التهاب المعدة الضموري
مميزاته
- ترقق المخاطية
- نقص عدد الغدد
- وجود الحؤول المعوي
- رشاحة التهاب مزمن

### التهاب جسم المعدة الضموري المترافق بفقر دم خبيث
حالة تكثر في شمال أوروبا، والسبب مناعي ذاتي، يوجد أضداد الخلايا الجدارية وبالتالي تنقص أعداد الخلايا الجدارية وينقص مستوى العامل الداخلي، الذي يؤدي إلى سوء امتصاص فيتامين بي12 وفقر الدم الخبيث.

### التهاب غار المعدة الضموري
تبدأ الإصابة بغار المعدة ثم تمتد إلى جسم المعدة، يتميز ببقاء مستويات فيتامين الكوبالامين طبيعية.

### التهاب المعدة الإرتكاسي
يتميز بفرط تنسج الخبايا ورشاحة التهابية خفيفة، أنواعه:

#### ناتج عن الجزر الصفراوي
يظهر عند الأشخاص الخاضعين لعمليات قطع معدة أو مفاغرة معدية معوية، أو المصابين باضطراب حركية الغار المعدة والبواب.
يشخص بالتنظير والخزعات، ويعالج باستعمال الكوليسترامين (مخلب للحموض الصفراوية)وهيدروكسيد الألومينيوم.

#### ناتج عن مضادات الالتهاب غير الستيروئيدية
يظهر عند من يستخدمون مضادات الالتهاب غير الستيروئيدية لفترة طويلة وبشكل منتظم، فيحصل لديهم اضطراب في تكيف المخاطية مع العلاج، في هذه الحالة يستحسن إيقاف مضادات الالتهاب ويتعالج باستعمال مضادات إفراز الحمض.

## التهاب المعدة اللمفاوي
التهاب ذو اندفاعات متآكلة، تظهر الخزعة رشاحة التهابية لمفاوية كثيفة في الظهارة السطحية، يلاحظ سريرياً ألم شرسوفي ونحول (نقص وزن) وعسر هضم.

## التهاب المعدة الحبيبي
يشاهد فيه رشاحة التهابية لمفاوية وأورام حبيبية، أسبابها إنتانية كالتدرن أو غير إنتانية مثل داء كرون أو ساركوئيد أو ارتكاسية لجسم أجنبي.

## التهاب المعدة بالأيوزينيات
هو توضع رشاحة أيوزينية في جدار المعدة، سريرياً يشاهد ألم بطني ماغص دوري، إسهال وغثيان وإقياء وتظاهرات تحسسية في مناطق مختلفة من الجسم.